# Marià Berga i Valart
Marià Berga i Valart (Tarragona, 19 de març de 1802 - Barcelona, 10 de novembre de 1867) fou un músic i mestre de capella.

## Biografia
Fou fill dels músics Magí Berga, natural de Reus, i d'Anna Valart (Balart), de Tarragona. Segons Saldoni, regí com a mestre de capella a l'esglèsia de Santa Maria de Mataró entre 1821 i 1823 on gaudí d'una reconeguda reputació. El 1823 va ser l'any en què, a causa del seu tarannà liberal, emigrà a Amèrica. Tornà de Cuba el 1839. Morí sobtadament, a conseqüència d'un ictus segons la inscripció de defunció, a la plaça Palau de Barcelona el 10 de novembre de 1867.

## Obres
Es conserven uns goigs, dos motets, un rosari, un tedèum, un trisagi i una passió al Fons de la Capella de Música de Santa Maria de Mataró, al Museu-Arxiu de Santa Maria de Mataró.
- Gozos a las Santas Juliana y Seproniana (a 5 veus amb acompanyament d'orgue)
- Benedictus (motet a 1 veu amb acompanyament de viols, flauta, oboè i contrabaix)
- Benedictus (motet a 2 veus amb acompanyament de fagot, viols, flauta, oboè i contrabaix)
- Rosario (a 3 veus amb acompanyament de viols, flauta, trompes i contrabaix)
- Te Deum (a 4 veus i orquestra)
- Trisagio (a 4 veus amb acompanyament d'orgue)
- Pasión para el Viernes Santo (a 4 veus amb acompanyament de violí, oboè i baix)